# Bruce Gordon
Bruce Gordon (Fitchburg (Massachusetts), 1 februari 1916 - Santa Fe (New Mexico), 20 januari 2011) was een Amerikaans acteur. Hij was bekend om zijn rol als Frank Nitti in de televisieserie The Untouchables en als kolonel Waxman in de cultfilm Piranha. Na zijn actieve periode als acteur heeft hij nog als uitvoerend producer gewerkt aan enkele films. 
Bruce Gordon was getrouwd met Marla Gordon. Hij kampte zijn laatste jaren met een zwakke gezondheid en overleed na een lang ziekbed op 20 januari 2011. 

## Filmografie
- The Street with No Name, (1948)
- The Naked City, (1948)
- Love Happy, (1949)
- King Richard II, (1954)
- The Lark, (1957)
- The Buccaneer, (1958)
- Curse of the Undead, (1959)
- Key Witness, (1960)
- Mission of Danger, (1960)
- Alcatraz Express, (1960)
- Tower of London, (1962)
- Rider on a Dead Horse, (1962)
- Slow Run, (1968)
- Hello Down There, (1969)
- Machismo: 40 Graves for 40 Guns, (1971)
- Boss Nigger, (1975)
- Lucy Gets Lucky, (1975)
- Piranha, (1978)
- Timerider: The Adventure of Lyle Swann, (1982)

## Televisieseries
- Nash Airflyte Theatre, (1951)
- Studio One in Hollywood, (1952-1955)
- Robert Montgomery Presents, (1953-1957)
- Molly, (1953)
- Lux Video Theatre, (1953)
- You Are There, (1954-1955)
- The Man Behind the Badge, (1954)
- Kraft Theatre, (1955-1957)
- The United States Steel Hour, (1955)
- Ponds Theater, (1955)
- Star Tonight, (1955)
- Justice, (1955)
- The Best of Broadway, (1955)
- I Spy, (1955)
- Jane Wyman Presents The Fireside Theatre, (1956-1957)
- Armstrong Circle Theatre, (1957-1963)
- Have Gun - Will Travel, (1957-1959)
- Tombstone Territory, (1957)
- Zane Grey Theater, (1957)
- Harbormaster, (1957)
- Decoy, (1957)
- M Squad, (1957)
- The Kaiser Aluminum Hour, (1957)
- Gunsmoke, (1958-1960)
- Westinghouse Desilu Playhouse, (1958-1959)
- Whirlybirds, (1958-1959)
- Behind Closed Doors, (1958-1959)
- U.S. Marshal, (1958)
- Shirley Temple Theatre, (1958)
- Northwest Passage, (1958)
- Colgate Theatre, (1958)
- Target, (1958)
- Man Without a Gun, (1958)
- Jefferson Drum, (1958)
- Trackdown, (1958)
- The DuPont Show of the Month, (1958)
- The Walter Winchell File, (1958)
- Bonanza, (1959, 1965 en 1970)
- Perry Mason, (1959-1964)
- The Untouchables, (1959-1963)
- The Detectives, (1959)
- Bat Masterson, (1959)
- Johnny Ringo, (1959)
- Playhouse 90, (1959)
- Alcoa Presents: One Step Beyond, (1959)
- The Californians, (1959)
- The Grand Jury, (1959)
- Outlaws, (1960-1962)
- Sugarfoot, (1960-1961)
- Stagecoach West, (1960)
- The Barbara Stanwyck Show, (1960)
- Tales of Wells Fargo, (1960)
- 77 Sunset Strip, (1960)
- The Chevy Mystery Show, (1960)
- Laramie, (1960)
- Hotel de Paree, (1960)
- Tightrope, (1960)
- Riverboat, (1960)
- Adventures in Paradise, (1961)
- Death Valley Days, (1961)
- Peter Gunn, (1961)
- Checkmate, (1961)
- The Deputy, (1961)
- Maverick, (1961)
- Car 54, Where Are You?, (1962)
- Route 66, (1962)
- Cain's Hundred, (1962)
- Surfside 6, (1962)
- The Defenders, (1963)
- Naked City, (1963)
- Mr. Broadway, (1964)
- Peyton Place, (1965-1966)
- The Girl from U.N.C.L.E., (1966)
- Run Buddy Run, (1966)
- Bob Hope Presents the Chrysler Theatre, (1966)
- The Man from U.N.C.L.E., (1966)
- The Lucy Show, (1966)
- He & She, (1967)
- The Jackie Gleason Show, (1967)
- It Takes a Thief, (1968)
- Tarzan, (1968)
- Gentle Ben, (1968)
- Mannix, (1968)
- Get Smart, (1968)
- The Flying Nun, (1968)
- Ironside, (1969)
- Blondie, (1969)
- Adam-12, (1970 en 1972)
- Here's Lucy, (1970 en 1972)
- The Smith Family, (1971)
- The Partners, (1972)
- The Doris Day Show, (1973)
- Banacek, (1974)
- Joe Forrester, (1975)
- Police Woman, (1975)
- The Hardy Boys/Nancy Drew Mysteries, (1977)
- The Fall Guy, (1982)
- Simon & Simon, (1984)

## Trivia
- Naar aanleiding van zijn rol als Frank Nitti had hij een theaterrestaurant Frank Nitti's Place in Scottsdale (Arizona) en in de jaren 80 van de 20ste eeuw een pizzarestaurant in Kansas City met dezelfde naam.